# Edward Colston

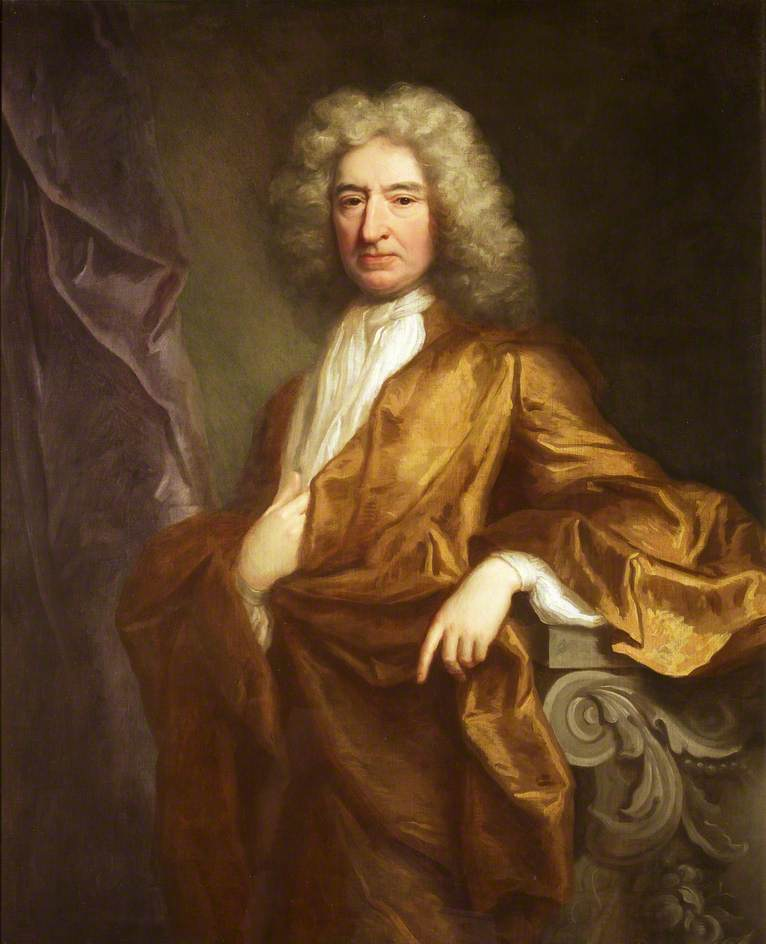
Edward Colston porträtterad av Jonathan Richardson.

Edward Colston, född 2 november 1636 i Bristol, död 11 oktober 1721 i Mortlake, Surrey (numera i London Borough of Richmond upon Thames), var en engelsk affärsman och (1710–1713) parlamentsledamot (Tories). Under en tid var han starkt involverad i slavhandel, men fick därefter ett anseende som filantrop genom sina donationer till välgörenhet – särskilt i födelsestaden Bristol. Sedan sent 1900-tal har han varit en kontroversiell figur i staden Bristols historia, då bilden av honom kommit att förlora i glans på grund av att han ingick i ledningen för Royal African Company, ett bolag som gjorde sina vinster genom handel med afrikanska slavar.
Colston blev affärsman, inledningsvis inom vin, frukt och textilier och huvudsakligen genom handel med spanska, portugisiska och andra europeiska hamnstäder. 1680 blev han involverad i slavhandel genom sin verksamhet i kommittéer inom Royal African Company, ett bolag som hade monopol på den engelska handeln med afrikanska slavar. Han hade en funktion som viceguvernör (Deputy Governor) i bolaget 1689–90. Det är oklart hur stor del av hans förmögenhet som härrörde från slavhandeln.
Colston använde sin förmögenhet till stöd och donationer till skolor, sjukhus, fattighus och kyrkor i bl.a. Bristol och London. I Bristol har flera samhällsinstitutioner, som skolor och gator – och en särskild bulle, Colston bun – uppkallats efter honom. Det finns nutida stiftelser inom välgörenhet som är inspirerade av stiftelser som han grundade i sin samtid.

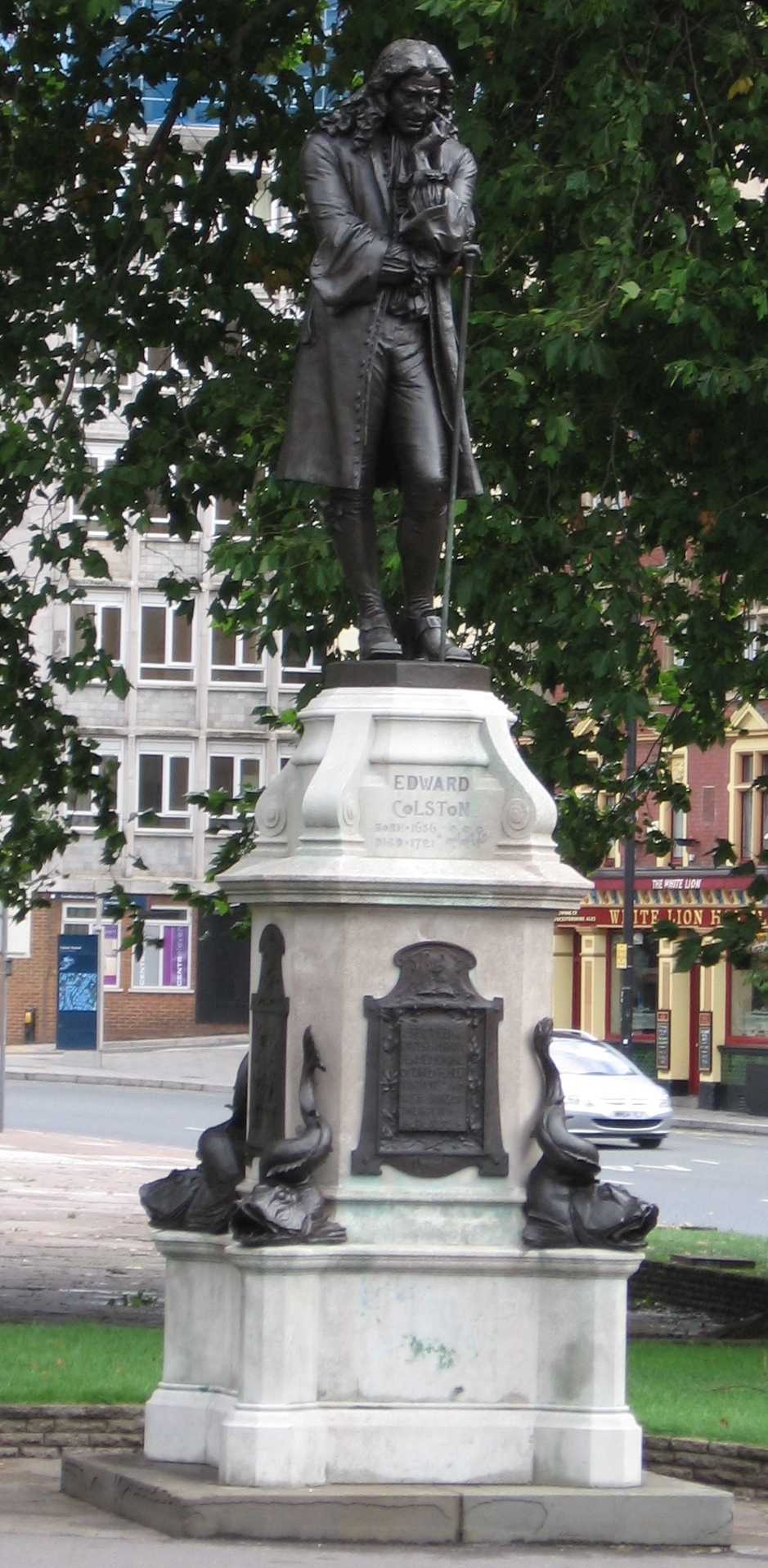
Staty i centrala Bristol över Edward Colston från 1895, nedriven i samband med protester i juni 2020.